# Rubén Correa Montenegro
Rubén David Correa Montenegro (Lima, 25 de julio de 1941) es un exfutbolista peruano que se desempeñaba en la posición de guardameta.
Hizo sus estudios en la Gran Unidad Educativa Melitón Carbajal en el distrito de Lince. 
En 1970 fue nombrado regidor por el alcalde de Lima Eduardo Dibós Chappuis, siendo concejal de Recreación y Deportes. Casado, tiene dos hijas y un hijo. Fue compadre de Alberto Gallardo.

## Trayectoria
Se inició en las menores del Atlético Lusitania de Barrios Altos jugando al lado del defensor Pedro González Zavala. En 1961 pasó a formar parte de las Reservas del Sporting Cristal y luego fue cedido (junto a Aníbal Liendo) al Defensor Lima, donde hizo su debut profesional.
En 1962 regresó al cuadro rimense y figuró como tercer arquero. Militó en Universitario de Deportes desde 1963 convirtiéndose en arquero importante junto Ricardo Valderrama y teniendo a Ángel Uribe en el equipo. Jugando en La Paz,  Bolivia, sufrió rotura de ligamentos en 1965. Jugó en el elenco crema hasta los primeros partidos de la Copa Libertadores de 1971, luego pasó al Defensor Lima, donde se retira en 1972 ya con lesión a la rodilla.
Los más memorables partidos jugados por Rubén defendiendo las sedas de Universitario de Deportes se dieron en junio de 1967, cuando en 48 horas se venció a Rácing y River Plate en el propio Buenos Aires. El equipo crema era dirigido por el recordado Marcos Calderón y formó además de Correa en la portería, con Pedro González, Luis La Fuente, Héctor Chumpitaz, Nicolás Fuentes, Roberto Challe, Luis Cruzado, Angel Uribe, Víctor Calatayud, Enrique Casaretto y Enrique Rodríguez.
En 1964 fue llamado a participar en la selección peruana de fútbol de ascenso o segunda que participó en el Sudamericano en Buenos Aires, Argentina. Posteriormente integró la selección de fútbol del Perú que participó y clasificó para la Copa Mundial de Fútbol de 1970 de México.

### Participaciones en Copas del Mundo
| Mundial                        | Sede   | Resultado        |
| ------------------------------ | ------ | ---------------- |
| Copa Mundial de Fútbol de 1970 | México | Cuartos de final |

## Clubes
| Club                      | País | Año       |
| ------------------------- | ---- | --------- |
| Defensor Lima             | Perú | 1961      |
| Sporting Cristal          | Perú | 1962      |
| Universitario de Deportes | Perú | 1963-1971 |
| Defensor Lima             | Perú | 1971-1972 |

## Palmarés
| Título           | Club                      | País | Año  |
| ---------------- | ------------------------- | ---- | ---- |
| Campeón nacional | Universitario de Deportes | Perú | 1964 |
| Campeón nacional | Universitario de Deportes | Perú | 1966 |
| Campeón nacional | Universitario de Deportes | Perú | 1967 |
| Campeón nacional | Universitario de Deportes | Perú | 1969 |
| Campeón nacional | Universitario de Deportes | Perú | 1971 |

### Distinciones individuales
| Distinción                                    | Año  |
| --------------------------------------------- | ---- |
| Mejor arquero de la primera división del Perú | 1967 |